# Korita, Bijelo Polje
Korita este un sat din comuna Bijelo Polje, Muntenegru. Conform datelor de la recensământul din 2003, localitatea are 346 de locuitori (la recensământul din 1991 erau 402 locuitori).

## Demografie
În satul Korita locuiesc 231 de persoane adulte, iar vârsta medie a populației este de 31,9 de ani (31,4 la bărbați și 32,5 la femei). În localitate sunt 74 de gospodării, iar numărul mediu de membri în gospodărie este de 4,68.
|  |

| Demografie | Demografie | Demografie |
| An         | Locuitori  | Locuitori  |
| ---------- | ---------- | ---------- |
|            |            |            |
|            |            |            |
|            |            |            |
|            |            |            |
| 1948       | 527        |            |
| 1953       | 577        |            |
| 1961       | 586        |            |
| 1971       | 593        |            |
| 1981       | 490        |            |
| 1991       | 402        | 401        |
| 2003       | 423        | 346        |

| \| Componența etnică conform recensământului din 2003[2] \| Componența etnică conform recensământului din 2003[2] \| Componența etnică conform recensământului din 2003[2] \| Componența etnică conform recensământului din 2003[2] \| Componența etnică conform recensământului din 2003[2] \| \| ----------------------------------------------------- \| ----------------------------------------------------- \| ----------------------------------------------------- \| ----------------------------------------------------- \| ----------------------------------------------------- \| \| \| \| \| \| \| \| Bosniaci \| Bosniaci \| \| 318 \| 91,9% \| \| Musulmani \| Musulmani \| \| 28 \| 8,09% \| \| necunoscută \| necunoscută \| \| 0 \| 0% \| |             |  |     |       |
| Componența etnică conform recensământului din 2003 |             |  |     |       |
| |             |  |     |       |
| Bosniaci | Bosniaci    |  | 318 | 91,9% |
| Musulmani | Musulmani   |  | 28  | 8,09% |
| necunoscută | necunoscută |  | 0   | 0%    |